# 名鉄グループ
名鉄グループ（めいてつグループ、英: Meitetsu Group）は、名古屋鉄道株式会社（名鉄）を中核に、その子会社115社、および関連会社21社で構成（2023年3月期時点）されている日本の企業グループ。
特記なき事業者は全て株式会社である。

## 交通事業

### 鉄軌道事業
- 名古屋鉄道（愛知県名古屋市中村区）
  - 豊橋鉄道（愛知県豊橋市）
  - 北陸鉄道（石川県金沢市）※持分法適用関連会社

### バス事業
- 名鉄グループバスホールディングス（愛知県名古屋市中村区）
  - 名鉄バス（愛知県名古屋市中村区）※2004年度から
  - 名鉄観光バス（愛知県名古屋市中川区）
  - 岐阜乗合自動車（岐阜県岐阜市）
  - 東濃鉄道（岐阜県多治見市）
  - 北恵那交通（岐阜県中津川市）
  - 知多乗合 （愛知県半田市）
  - 濃飛乗合自動車（岐阜県高山市）
- 名鉄東部交通（愛知県豊田市）
- 豊鉄バス（愛知県豊橋市）※豊橋鉄道の連結子会社、2007年度から
- 豊鉄ミデイ（愛知県田原市）※豊橋鉄道の連結子会社、2004年度から
- 宮城交通（宮城県仙台市泉区）※持分法適用関連会社
  - ミヤコーバス（宮城県仙台市泉区）※持分法適用関連会社
- 北陸鉄道（石川県金沢市）
  - 北鉄加賀バス（石川県小松市）
  - 北鉄金沢バス（石川県金沢市）
  - 北鉄白山バス（石川県白山市）
  - 北鉄能登バス（石川県七尾市）
  - 北鉄奥能登バス（石川県輪島市）

### タクシー事業
- 名鉄タクシーホールディングス（愛知県名古屋市中川区）
  - 名鉄交通第一 ※2015年度から
  - 名鉄交通第二 ※2015年度から
  - 名鉄交通第三 ※2015年度から
  - 名鉄交通第四 ※2015年度から
  - 名鉄名古屋タクシー（愛知県名古屋市中川区）
  - 愛電交通（愛知県名古屋市昭和区）
  - 名鉄西部交通（愛知県一宮市）
  - 名鉄東部交通（愛知県豊田市）
  - 名鉄岡崎タクシー（愛知県岡崎市）
  - 名鉄知多タクシー（愛知県半田市）
  - 岐阜名鉄タクシー（岐阜県岐阜市）
  - 名鉄四日市タクシー（三重県四日市市）
  - 石川交通（石川県金沢市）
- 豊鉄タクシー（愛知県豊橋市）- 豊橋鉄道の連結子会社。
- 濃飛乗合自動車（岐阜県高山市）- 名鉄グループバスホールディングス傘下。
- 東鉄タクシー（岐阜県多治見市）- 東濃鉄道グループ、名鉄グループバスホールディングス傘下。

## 運送事業

### トラック事業
- 名鉄NX運輸（愛知県名古屋市東区）
  - 北海道東北名鉄運輸（岩手県紫波郡矢巾町）- 名鉄運輸の連結子会社。
  - 関東名鉄運輸（茨城県土浦市）
  - 新潟名鉄運輸（新潟県新潟市中央区）
  - 山梨名鉄運輸（山梨県中央市）
  - 信州名鉄運輸（長野県松本市）- 名鉄運輸の連結子会社。
  - 北陸名鉄運輸（石川県金沢市）- 名鉄運輸の連結子会社。
  - 関西名鉄運輸（和歌山県和歌山市）
  - 四国名鉄運輸（愛媛県松山市）- 名鉄運輸の連結子会社。
    - 四国名鉄運送（香川県丸亀市）
    - 徳島名鉄急配（徳島県板野郡松茂町）
    - 松山名鉄急配（愛媛県松山市）
    - 南予名鉄急配（愛媛県大洲市）
    - 高知名鉄急配（高知県南国市）

  - 中国名鉄運輸（山口県山口市）- 名鉄運輸の連結子会社。
  - 九州名鉄運輸（福岡県糟屋郡久山町）- 名鉄運輸の連結子会社。
  - 名鉄急配（愛知県稲沢市）- 名鉄運輸の連結子会社。
  - トーハイ（東京都中央区）

### 海運事業
- 名鉄海上観光船（愛知県名古屋市熱田区）
- 太平洋フェリー（愛知県名古屋市中村区）
- 名鉄ワールドトランスポート（東京都中央区） ※2022年度から
  - 上海名鉄国際貨運代理有限公司　※2017年度から

## 不動産事業

### 不動産賃貸業
- 名鉄都市開発（愛知県名古屋市中村区）
  - 名鉄プロパティマネジメント（愛知県名古屋市中村区）
- 名鉄協商（愛知県名古屋市中村区）
- 栄開発 ※2018年度から
- 豊鉄環境アシスト ※豊橋鉄道の連結子会社、2012年度から

### 不動産分譲業
- 名鉄都市開発（愛知県名古屋市中村区）

### 不動産管理業
- 名鉄ビルディング管理（愛知県名古屋市中村区）
- MUマネジメント（愛知県名古屋市東区）※名鉄運輸グループ

## レジャー・サービス事業

### ホテル業
- 名鉄ホテルホールディングス（愛知県名古屋市中村区）
  - 名鉄グランドホテル（愛知県名古屋市中村区）
  - 名鉄イン（愛知県名古屋市中村区）※2006年度から
  - 岐阜グランドホテル（岐阜県岐阜市）
  - ホテルグランコート名古屋（愛知県名古屋市中区）
  - 名鉄犬山ホテル（愛知県犬山市）
  - 名鉄ホテルマネジメント犬山
  - 名鉄トヨタホテル（愛知県豊田市）

### 観光施設事業
- 名古屋鉄道（愛知県名古屋市中村区）
  - 中央アルプス観光（長野県駒ヶ根市）
  - 奥飛観光開発（岐阜県高山市）
  - 名鉄インプレス（愛知県名古屋市中村区）
  - 名鉄ミライート（愛知県一宮市）
  - 岐阜観光索道 ※持分法適用関連会社

### 旅行業
- 名古屋鉄道（愛知県名古屋市中村区）
  - 名鉄観光サービス（愛知県名古屋市中村区）
- 豊鉄観光サービス ※豊橋鉄道の連結子会社、2011年度から

### 広告代理業
- 電通名鉄コミュニケーションズ（愛知県名古屋市中村区）※持分法適用関連会社

## 流通事業

### 百貨店業
- 名鉄百貨店（愛知県名古屋市中村区）

### その他（物品販売等）
- 名鉄リテールホールディングス（愛知県名古屋市中村区）
  - 名鉄生活創研（愛知県名古屋市南区）
  - オンセブンデイズ（愛知県豊川市）
- 名鉄プロパティマネジメント（愛知県名古屋市中村区）
- 名鉄協商（愛知県名古屋市中村区）
- 名鉄AUTO（愛知県名古屋市北区）- 登記上では「名鉄アオト」として登録されている。
- 信州名鉄運輸（長野県松本市）- 名鉄運輸の連結子会社。

## 航空関連サービス事業
- 中日本航空（愛知県西春日井郡豊山町）
- 名古屋エアケータリング（愛知県常滑市）
- オールニッポンヘリコプター（東京都江東区、日本放送協会（NHK）関連団体） ※2011年度から
- 名鉄ゴールデン航空（東京都江東区）- 名鉄運輸の連結子会社。
- 名鉄ワールドトランスポート（東京都中央区） ※2022年度から

## その他の事業

### 設備の保守・整備・工事
- 名鉄EIエンジニア（愛知県名古屋市熱田区）
- 名鉄自動車整備（愛知県名古屋市緑区）
- 名鉄セコム（愛知県名古屋市中村区）
- トヨテツオートサービス（愛知県豊橋市）- 豊橋鉄道の連結子会社。

### 情報処理業
- メイテツコム（愛知県名古屋市中村区）
- ホクリクコム（石川県金沢市）- 北陸鉄道の連結子会社

### 建設業
- 矢作建設工業（愛知県名古屋市東区）※持分法適用関連会社
- 豊鉄建設（愛知県豊橋市）- 豊橋鉄道の連結子会社

### その他のサービス業（経営情報サービス・保険代理業等）
- 名鉄マネジメントサービス（愛知県名古屋市中村区）
- 名鉄保険サービス（愛知県名古屋市中村区）
- 名鉄ライフサポート ※2017年度から
- 名鉄スマイルプラス ※2017年度から
- エイトデザイン ※2017年度から、持分法適用関連会社
- 名鉄コミュニティライフ ※2016年度から
- めいてつカスタマーサービス
- エムアイシー ※2007年度から
- 東北名鉄スタッフサービス ※2006年度から
- クロップス・クルー（愛知県名古屋市中区）

### 医療業
- 名古屋鉄道健康保険組合（名鉄病院を運営）
- 名鉄薬品 ※2022年度から、持分法適用関連会社

### 公益財団法人
- 公益財団法人日本モンキーセンター

サルに関する総合的な研究および野生ニホンザルの保護等を目的として、1956年（昭和31年）に名古屋鉄道が出資して設立された財団法人。

## かつて名鉄グループに属していた会社

### 2003年度以前除外
- 名古屋ドラゴンズ（現・中日ドラゴンズ、1951年 - 1953年の3シーズンに資本参加）
- 三河湾海上動物園
  - 猿が島（愛知県西尾市にある無人島、沖島の別名。1958年から名鉄グループによって観光開発目的で設立された三河湾海上動物園により猿が放し飼いにされていたが、1997年に廃業。
  - うさぎ島（愛知県西尾市にある無人島、前島の別名。1958年から名鉄グループによって観光開発目的で設立された三河湾海上動物園によりウサギが放し飼いにされていたが、1997年に廃業。
- 根室交通（北都交通へ売却）
- 大阪名鉄観光バス（クリスタル観光バス→近畿観光バス大阪東営業所→現大阪バス近畿）
- 名鉄神戸観光自動車（クリスタル観光バス→近畿観光バス神戸営業所→現大阪バス神戸営業所）
- 日本ライン観光（愛知県犬山市）→2002年撤退
- 名古屋トヨタディーゼル（トヨタ自動車系車両販売会社。愛知トヨタ自動車との共同出資だったが、1979年9月に名鉄保有株をトヨタ自動車販売に売却しグループ脱退。会社は現在の愛知トヨタ）
- 名古屋三菱ふそう自動車販売　→1990年代頃にグループを脱退しており、同時に三菱自動車に合併される。現在は『三菱ふそうトラック・バス　東海ふそう』。当社が存続していた頃の名鉄グループのバスやトラックは三菱ふそうのものしか導入しなかった。
- 日本海観光フェリー　石川県珠洲市飯田港～新潟県佐渡小木港を結んでいたホバークラフト→1977年11月3日撤退。
- 名鉄丸栄百貨店→愛知県一宮市に存在した丸栄と共同出資の百貨店。→　2000年9月閉業。
- 名鉄ランブリング・エフ→2002年閉店し解体。2006年跡地に藤が丘effeが開業
- 名鉄マルイ百貨店　岐阜県大垣市に存在した地元の企業「丸伊」と共同出資の百貨店。→　廃業
- 名鉄中津川ホテル　岐阜県中津川市に存在したラジウム温泉付きのホテル　→　廃業
- 磐梯グランドホテル→2000年閉鎖
- 内海フォレストパーク　愛知県南知多町に存在した遊園地→2003年11月3日撤退。

### 2004年度除外
- 渥美花の村→ 清算結了
- 伊良湖ガーデンホテル→ 清算結了
- 名鉄岡崎ホテル→ 清算結了
- 名鉄小牧ホテル→ 清算結了
- 名鉄メディア→ 清算結了
- 名鉄ホームセンター→ 清算結了
- 名鉄五番街→ 清算結了
- スカイビル駐車場→ 清算結了
- 名鉄建設工業→ 清算結了
- 豪州名鉄→ 清算結了
- 豊鉄ミディバス→ 清算結了
- 西三河総合ビル → 清算結了
- 木曽名鉄自動車整備 → 名鉄自動車整備に吸収合併
- キューハイロジックシステム → 名鉄急配に吸収合併
- 岐阜バス広告 → 岐阜乗合自動車に吸収合併
- 岐阜バストラベル → 岐阜バス観光に吸収合併
- 名鉄ロジティクス → 信州名鉄運輸に吸収合併
- (旧）豊鉄観光サービス → 豊鉄観光バスに吸収合併、商号を豊鉄観光に変更
- 華陽観光バス → 西濃観光バスに吸収合併、商号を西濃華陽観光バスに変更
- 名鉄引越ライフサービス → 信州名鉄商事に吸収合併、商号を名鉄ライフサービスに変更
- 宮城蔵王観光→ 譲渡
- 豊田パブリックゴルフ場→ 譲渡
- 御岳ロープウェイ → 譲渡
- マイクロパシフィック開発→ 重要性基準により連結離脱
- メイテツショッピングセンターインク → 重要性基準により連結離脱

### 2005年度除外
- 群馬名鉄配送→ 清算結了
- 名古屋空港サービス→ 清算結了
- 富士タクシー→ 清算結了
- フジ・レジャー開発→ 清算結了
- 北陸交通[2]、
- 名鉄住商工業→ 清算結了
- 名古屋グランドサービス → 清算結了
- 中部管財 → 名鉄プロパティに吸収合併
- (旧）名鉄自動車整備 → 北陸名鉄自動車整備に合併、商号を名鉄自動車整備に変更
- マイクロパシフィック開発　→　1月7日、サイパングランドホテルをASIA PACIFIC HOTELS, INCへ譲渡
- 名鉄フレミングコーポレーション→　テニアン島にあった名鉄フレミングホテルを譲渡
- 串本海中公園センター→ 鈴木商会に譲渡
- ニュー東京観光自動車→ 譲渡
- 札幌観光バス→ 譲渡
- 名鉄システム開発→ 譲渡
- エアーセントラル → 譲渡
- メイテツインコーポレイテッド → 重要性基準により連結離脱
- 新岐阜百貨店 → 2005年12月28日閉業

### 2006年度除外
- エイチ・エス・エス・ティ建設
- 甲府名鉄交通 → 清算結了
- 日本ライン土地 → 名鉄プロパティに吸収合併
- 名鉄オーエー → 名鉄協商に吸収合併
- おんたけ交通 → 譲渡
- 木曽おんたけ名鉄タクシー → 譲渡
- びわ湖バレイ → 譲渡
- バンメイテツファイナンス → 重要性基準により連結離脱

### 2007年度除外
- 名鉄インテリア→清算結了
- 新岐阜百貨店→清算結了
- 名鉄パレ管財→清算結了
- (旧）名鉄グランドホテル→清算結了
- 東鉄運送→清算結了
- 名古屋遊覧バス→清算結了
- ネプロ建物 → 清算結了
- 橋北タクシー → 名鉄四日市タクシーに吸収合併
- 福井名鉄タクシー→ 譲渡
- グリーンシティケーブルテレビ→ 譲渡
- JALスカイ名古屋 → 譲渡
- 名友インベストメント　→  重要性基準により連結離脱
- 乗鞍観光ホテル →  重要性基準により連結離脱

### 2008年度除外
- 名鉄運輸商事→ 清算結了
- 名鉄クレハ観光バス→ 清算結了
- 名鉄ハワイ→ 清算結了
- パノラマトランスポート→ 清算結了
- 名鉄カーゴサービス → 清算結了
- 名古屋観光日急→ 名鉄観光バスに吸収合併
- 名鉄西部観光バス→ 名鉄観光バスに吸収合併
- 名鉄東部観光バス→ 名鉄観光バスに吸収合併
- パレ→ オークワに譲渡
- 福井鉄道 → 譲渡

### 2009年度除外
- クラビクラ→ 清算結了
- 波速開発→ 清算結了
- 埼玉名鉄配送→ 清算結了
- 名鉄引越サービス → 清算結了
- 濃飛観光 → 濃飛乗合自動車に吸収合併
- 濃飛交通 → 濃飛乗合自動車に吸収合併
- 東海名鉄運輸→ 名鉄急配に吸収合併
- 静岡名鉄カーゴサービス → 名鉄急配に吸収合併
- 名鉄エクスプレスカーゴ → 名鉄ライフサービスに吸収合併、商号を信州名鉄流通に変更
- 浜松名鉄ホテル 、伊良湖リゾート → HMIに譲渡

### 2010年度除外
- 名鉄オートサービス　→ 清算結了
- （旧）和歌山名鉄運輸　→ 清算結了
- 名鉄スカイパーキング → 清算結了
- めいてつカードサービス → 名鉄百貨店友の会に吸収合併、商号をめいてつカスタマーサービスに変更
- 旧九州名鉄運輸 → 西肥名鉄運輸に吸収合併、商号を九州名鉄運輸に変更
- 浜松名鉄交通→ 遠州鉄道に譲渡
- 伊勢湾フェリー → 譲渡
- 奥濃飛白山観光 → 譲渡

### 2011年度除外
- メイテツ流通倉庫 → 名鉄急配に吸収合併
- 名鉄トヤマホテル → ブリーズベイホテルに譲渡
- 豊橋グランドホテル →6月20日閉館
- 名鉄ヤング館 → 1972年に名鉄セブンとして開業　2006年に名鉄ヤング館に改称→2011年閉鎖

### 2012年度除外
- 名鉄トラック運送 → 清算結了
- 名鉄蒲郡タクシー → 豊鉄タクシーに吸収合併
- 道東観光開発、網走バス 、網走ハイヤー→ タカハシに譲渡
- 武田名鉄交通 → 譲渡

### 2013年度除外
- 岐阜バスコミュニティ八幡→ 清算結了
- 大阪名鉄急配→ 清算結了
- 三陸貨物 → 清算結了
- 信州名鉄交通→ アルピコグループに譲渡

### 2014年度除外
- 西濃華陽観光バス
- 柳島運送 → 清算結了
- 坂下タクシー → 東鉄タクシーに吸収合併
- めいほう高原開発 → 譲渡

### 2015年度除外
- 中部エイチ・エス・エス・ティ開発 → 愛知高速交通に吸収合併
- 名鉄流通 → 清算結了
- 名鉄レジャック → メルサに吸収合併
- ケイビーエスオート → 名鉄AUTOに吸収合併
- 夫婦岩パラダイス[3]　→ 譲渡
- 千羽平ゴルフクラブ → 譲渡
- 大井川鐵道（名鉄グループを離脱し、同年9月1日よりエクリプス日高のグループになった。）

### 2016年度除外
- （旧）名鉄タクシーホールディングス → 名鉄交通に吸収合併、商号を名鉄タクシーホールディングスに変更
- 東北名鉄運輸 → 清算結了

### 2017年度除外
- 大阪名鉄急配 → 和歌山名鉄運輸に吸収合併、商号を関西名鉄運輸に変更
- 関東名鉄カーゴサービス、東京名鉄カーゴサービス → 関東名鉄急配に吸収合併、商号を関東名鉄運輸に変更
- 岐阜バス観光、岐阜バスコミュニティ[4] → 岐阜乗合自動車に吸収合併
- 名古屋商工会館 → 名古屋鉄道に吸収合併
- 下呂名鉄タクシー　→ 譲渡
- ニッポンレンタカー名鉄 → NRSに譲渡
- 名豊ビル　→　4月30日に閉鎖

### 2018年度除外
- 北陸名鉄急配 → 北陸名鉄運輸に吸収合併
- 名鉄協商パーキング → 名鉄協商に吸収合併
- 名鉄バス中部、名鉄バス東部 → 名鉄バスに吸収合併

### 2019年度除外
- 名鉄協商パーキングWEST株式会社 → 名鉄協商に吸収合併
- 名鉄犬山ホテル（愛知県犬山市）→ 閉業
- 株式会社名鉄サニーランド（三重県桑名市）→ 株式譲渡
- 信州名鉄流通株式会社、信州名鉄運送株式会社→信州名鉄運輸に吸収合併

### 2020年度除外
- 株式会社豊鉄ターミナルホテル → 清算結了
- 株式会社めいてつ企画→信州名鉄運輸に吸収合併

### 2021年度除外
- 株式会社金沢名鉄丸越百貨店、株式会社金沢スカイホテル 　→ ヒーローへ譲渡
- 碧海観光サービス株式会社、株式会社めいかん企画→2022年4月、名鉄観光サービスに吸収合併

### 2022年度除外
- 名鉄西部交通西部、名鉄西部交通北部→ 2022年4月、名鉄西部交通に吸収合併。いずれも2015年度設立
- 三重名鉄タクシー→ 安全タクシーグループに売却。現在の安全タクシー三重

### 2023年度除外
- 豊鉄観光バス→ 2023年4月、豊鉄バスに吸収合併
- 名鉄レストラン→ 2023年4月、メイフーズと合併
- メルサ→ 2023年4月、名鉄都市開発に吸収合併
- 名鉄プロパティ→ 2023年10月、名鉄都市開発に吸収合併

### 2025年度除外
- NXトランスポート→2025年1月、名鉄NX運輸に吸収合併

## 提供番組

### 2024年現在
- あさドレ♪（中京テレビ）
- Finder TRIP（東海テレビ）
- サンデードラゴンズ（CBCテレビ）- かつては名鉄グループの単独提供だったが、現在も一部のグループ企業がスポンサーに入っている。

### 過去
- ふるさと紀行（東海テレビ、復活版『令和ふるさと紀行』含む。ただし最末期は別スポンサーで放送）
- 夢のちから（東海テレビ）
- 主役はキミだ!わんだほキッズ（東海テレビ）
- 祭人魂（東海テレビ）
- 旅はパノラマ（中京テレビ）
- ゴリ夢中（同上）
- 阪急ドラマシリーズ（東海テレビ）- 『名鉄アワー』の枠名で、提供クレジット上での表記は「名鉄電車・名鉄百貨店」。
- JNNおはようニュース&スポーツ（北陸放送、1984年頃から終了まで土曜日一社提供）
- JNNニュースコール（同上）
- あなたにオンタイム（同上）
- JNNニュース（土曜日朝、1998年頃まで、同上）